# Chiesa di San Giorgio (Varzo)
La chiesa di San Giorgio è un edificio religioso situato a Varzo, in provincia del Verbano-Cusio-Ossola e diocesi di Novara; fa parte dell'unità pastorale di Domodossola.

## Descrizione

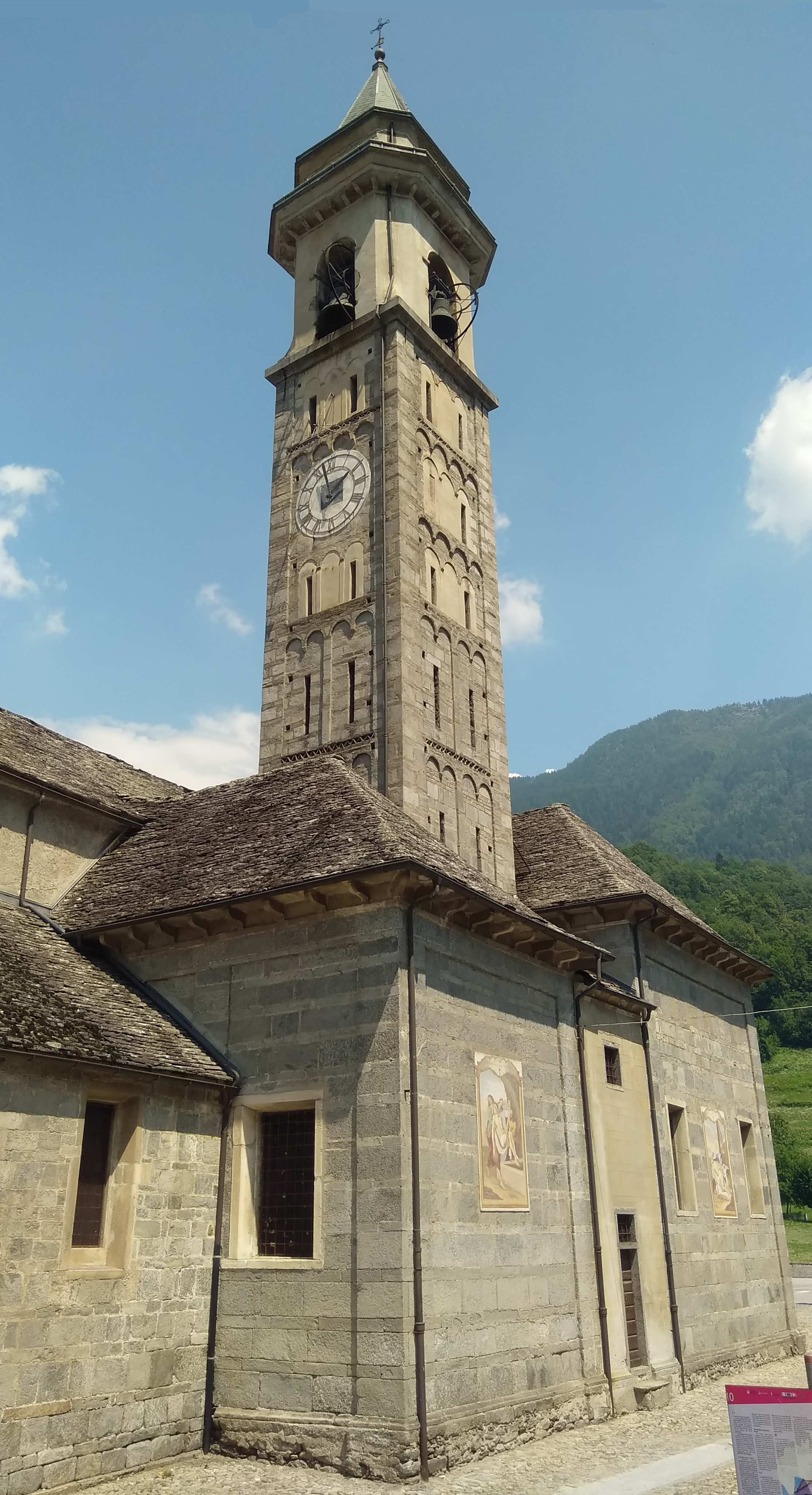
Il campanile

La chiesa sorge nel centro dell'abitato di Varzo, in Val Divedro. L'attuale edificio, consacrato nel 1690 dal vescovo novarese Giovanni Battista Visconti è a tre navate separate a destra da colonne corinzie e a sinistra da una fila di bassi pilastri, scarse sono le notizie sulla storia della chiesa e dei suoi rifacimenti anche a causa della distruzione dell'archivio parrocchiale durante un incendio avvenuto nel XVIII.
Il presbiterio appare come la parte più antica dell'edificio, la navata a destra secondo un'iscrizione risale al 1540, quella di sinistra sembra essere più antica. La facciata a salienti è stata modificata nel 1682 sostituendo il rosone con una serliana. 
La cappella primitiva, dipendente dalla chiesa dei Santi Pietro e Paolo di Crevola, chiesa matrice della Valle Divedro, era poco più grande dell'attuale presbiterio. L'epoca di edificazione si può desumere dalla titolazione, a San Giorgio sono dedicate diverse chiese in Ossola accomunate dalla posizione strategica e riconducibili a probabili siti militari di epoca longobarda e poi franca, proprio tra queste milizie era diffuso il culto del santo, la cappella originaria potrebbe quindi essere antecedente all'anno Mille. Alcuni elementi del tetto la accomunano al tempietto lepontico di Montecrestese. Resti della cappella originaria si trovano nel sottotetto, frammenti di muratura sono identificabili con le pareti laterali. 

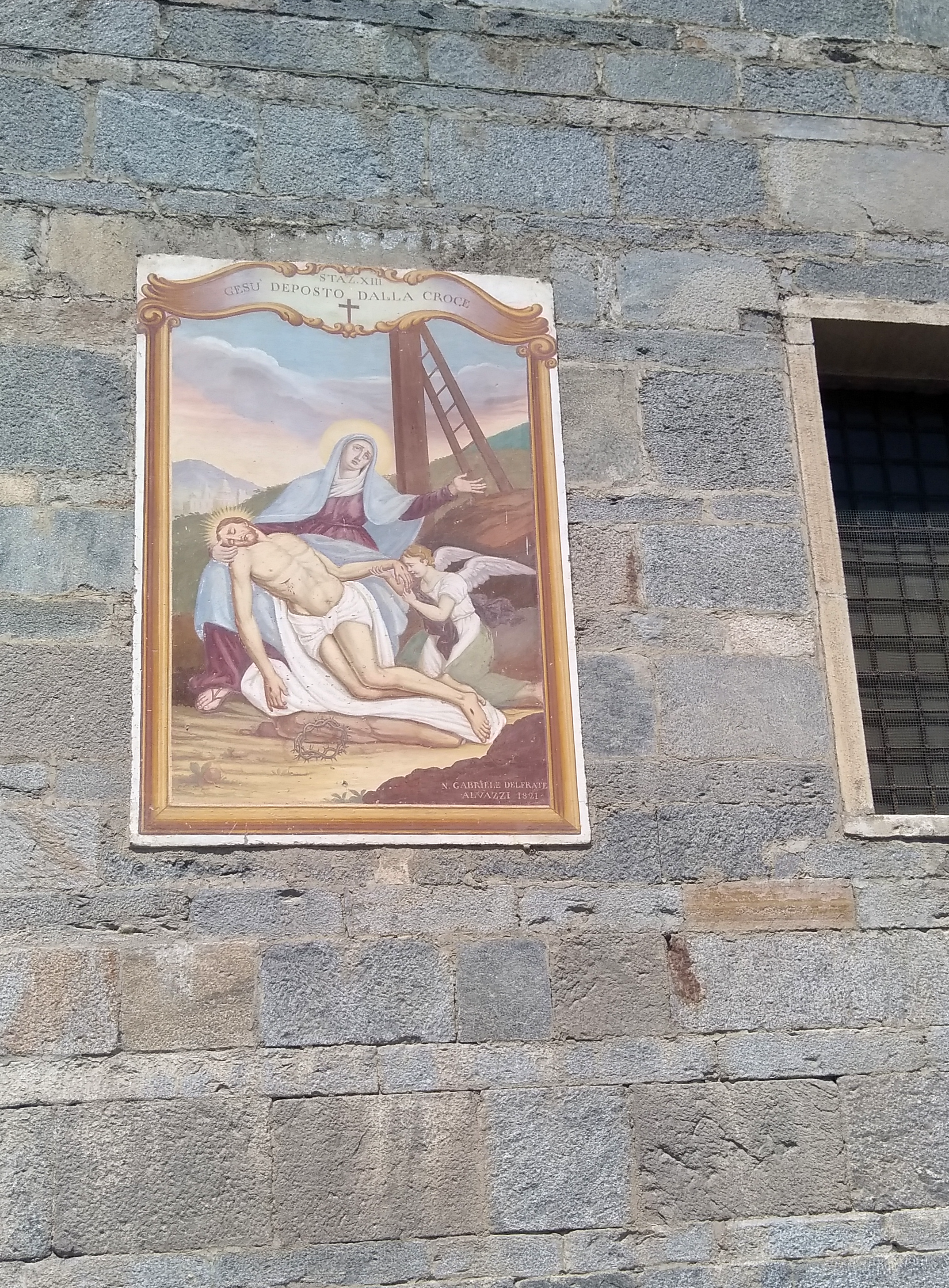
Dipinto raffigurante la deposizione all'esterni della chiesa

Nel campanile le specchiature nei primi tre ordini sono doppiate da una lesena squadrata simile a quella della chiesa di San Pietro a Crevola della quale riprende anche le trifore nei piani alti. Immagini d'epoca mostrano un campanile con un quarto piano di trifore e una semplice cuspide piramidale rimpiazzati nel 1898 dalla cella campanaria, da una cornice e un cuspide piramidale ottagonale definita "moderna e brutta". Anche il fusto del campanile ha subito degli improvvidi interventi di restauro come l'intonacatura di alcune specchiature e la muratura delle trifore superiori.
Nell'interno, caratterizzato dall'asimmetria delle navate, si trovano il battistero e un pulpito intagliati in legno di noce datati 1633 e un pregevole affresco di una Madonna con Bambino e Santi attribuito a Fermo Stella da Caravaggio. Particolari alcuni frammenti di affresco datati agli inizi dell'XI secolo parte dei decori della navata della chiesa originaria ora conservati in sacrestia.